# منطقة وولينغ يوان البانورامية والتاريخية
منطقة وو لينغ يوان البانورامية والتاريخية، تقع في مقاطعة خونان، في ديسمبرعام 1992، أُدرجت ضمن التراث الطبيعي العالمي.